# Kékfejű rozsdafarkú
A kékfejű rozsdafarkú (Phoenicurus coeruleocephala) a madarak osztályának verébalakúak (Passeriformes) rendjéhez és a  légykapófélék (Muscicapidae) családjához tartozó faj.

## Rendszerezése
A fajt Nicholas Aylward Vigors ír ornitológus írta le 1831-ben.

## Előfordulása
Afganisztán, Bhután, Kína, India, Kazahsztán, Nepál, Pakisztán, Oroszország, Tádzsikisztán, Türkmenisztán és Üzbegisztán területén honos. 
Természetes élőhelye mérsékelt égövi erdők és cserjések, valamint ültetvények.

## Megjelenése
Átlagos testhossza 15 centiméter, testtömege  13-17 gramm. A hím koronája szürkéskék, háta, farka, feje és melle fekete, a hasa fehér. A tojó szürkésbarna, a farka sötétbarna.
|  |  |

## Életmódja
Rovarokkal táplálkozik, de esetenként bogyókat és magvakat is fogyaszt.

## Szaporodása
Fészekalja 3-5 tojásból áll, melyen a tojó kotlik 13-15 napig. A fiatalok kirepülése, még a 15-17 napot vesz igénybe.

## Természetvédelmi helyzete
Az elterjedési területe rendkívül nagy, egyedszáma pedig stabil. A Természetvédelmi Világszövetség Vörös listáján nem fenyegetett fajként szerepel.